# 발레타 구호기사단 총장궁

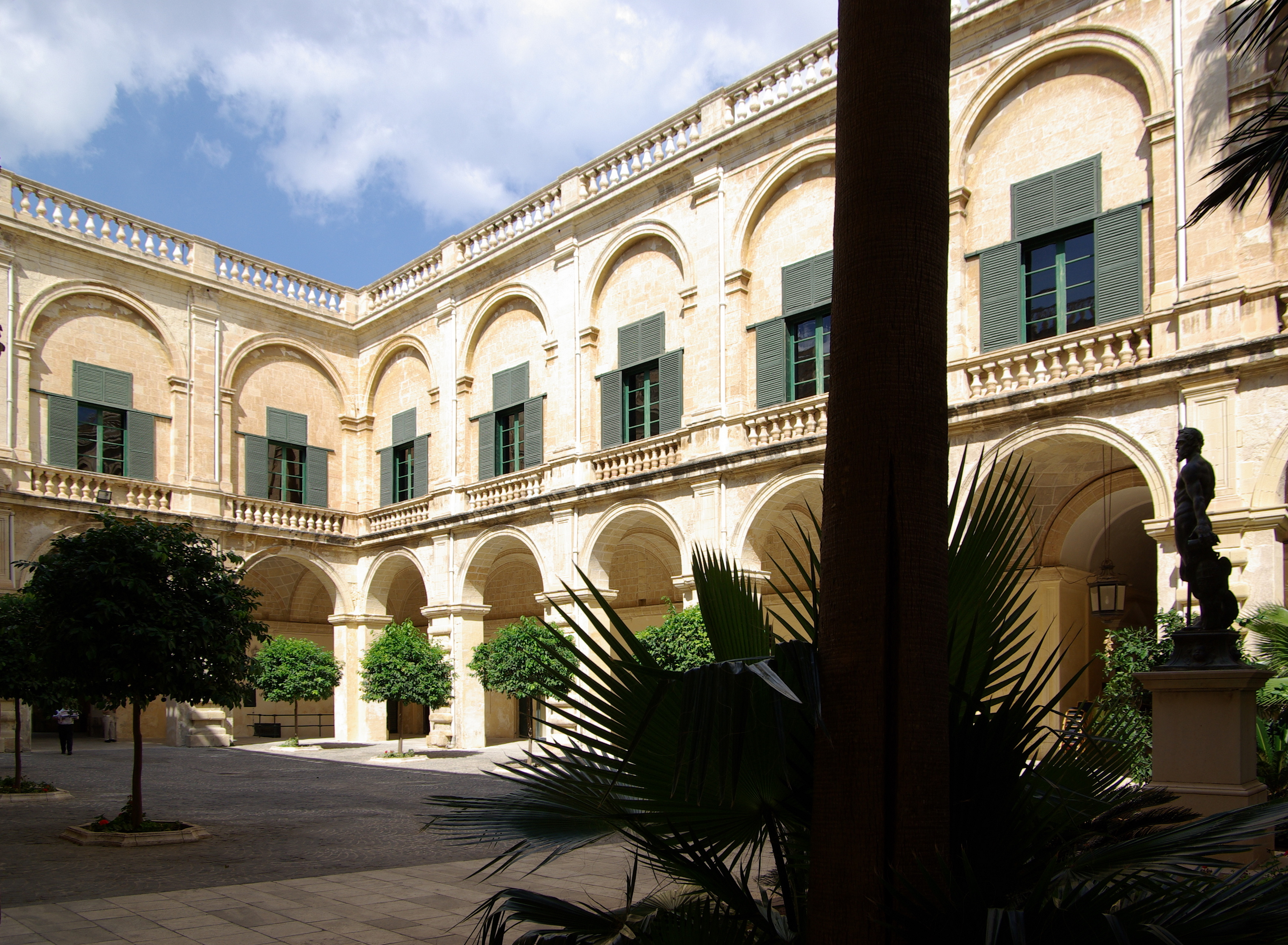
발레타 구호기사단 총장궁

발레타 구호기사단 총장궁(몰타어: Palazz tal-Gran Mastru)은 몰타 발레타에 위치한 궁전이다.